# Elodes pseudominuta
Elodes pseudominuta är en skalbaggsart som beskrevs av Bernard Klausnitzer 1971. Elodes pseudominuta ingår i släktet Elodes, och familjen mjukbaggar. Arten är reproducerande i Sverige.